# بوبي إدواردز
بوبي إدواردز (بالإنجليزية: Bobby Edwards)‏ هو مغني وكاتب أغاني وموسيقي أمريكي، ولد في 18 يناير 1926 في أننيستون في الولايات المتحدة، وتوفي في 31 يوليو 2012 في مورفريسبورو في الولايات المتحدة.

## وصلات خارجية
- بوبي إدواردز على موقع ميوزك برينز (الإنجليزية)
- بوبي إدواردز على موقع ديسكوغز (الإنجليزية)